# 脇町田上
脇町田上（わきまちたねえ）は、徳島県美馬市の大字。郵便番号は〒779-3620。

## 地理
美馬市の中央部に位置。南は脇町新町・脇町馬木、北・西・東は脇町に接する。
讃岐山脈の麓に位置し、地内中央を東西に徳島自動車道が通る。北西部には阿波西国三十三観音霊場の真楽寺がある。「田上」と書いて「たねえ」と読む非常に珍しい地名である。

### 河川
- 新町谷川

## 歴史
- 2005年（平成17年）3月1日 - 美馬郡脇町が木屋平村・穴吹町・美馬町と合併して美馬市となり、現在の町名となる。

## 施設
- 真楽寺 - 阿波西国三十三観音霊場
- 岩倉城址